# Gualtieri

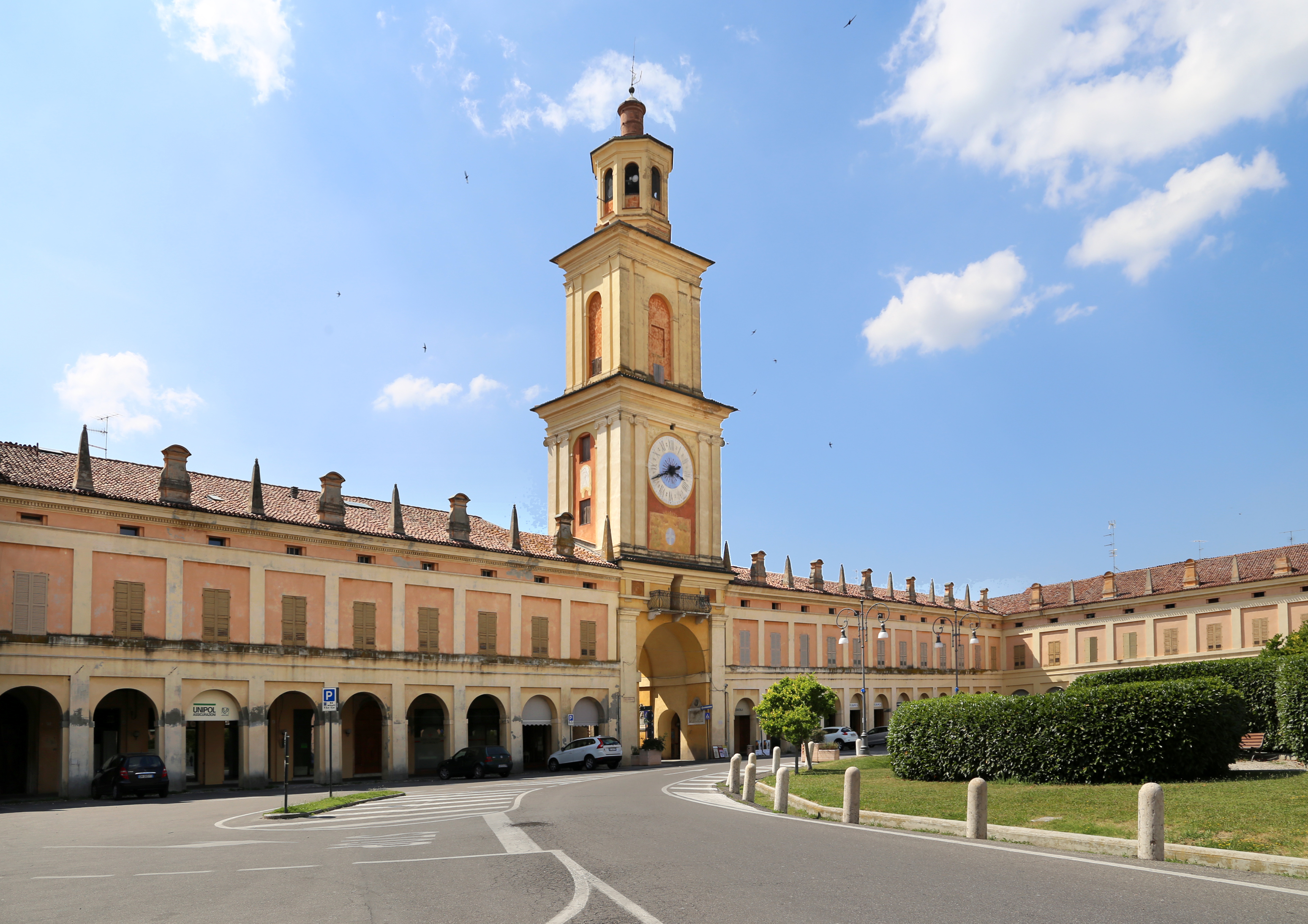
Stadhuis

Gualtieri is een gemeente in de Italiaanse provincie Reggio Emilia (regio Emilia-Romagna) en telt 6438 inwoners (31-12-2004). De oppervlakte bedraagt 36,1 km², de bevolkingsdichtheid is 173 inwoners per km².
De volgende frazioni maken deel uit van de gemeente: Bigliana, Bigliardi, Canossa, Livello, Marinona, Pieve Saliceto, Reseghetta Inferiore, Santa Vittoria, Soliani en Vecchia.

## Geografie
De gemeente ligt op ongeveer 22 m boven zeeniveau.
Gualtieri grenst aan de volgende gemeenten: Boretto, Cadelbosco di Sopra, Castelnovo di Sotto, Dosolo (MN), Guastalla en Pomponesco (MN).

## Demografie
Gualtieri telt ongeveer 2559 huishoudens. Het aantal inwoners steeg in de periode 1991-2001 met 3,1% volgens cijfers uit de tienjaarlijkse volkstellingen van ISTAT.
| Jaar | Inwoneraantal |
| ---- | ------------- |
| 1991 | 6041          |
| 2001 | 6229          |

## Geboren
- Albertus van Jeruzalem (1149-1214), stichter van de karmelietenorde

## Overleden
- Lodovico Grossi da Viadana (ca.1560-1627), componist en monnik

Albinea · Bagnolo in Piano · Baiso · Bibbiano · Boretto · Brescello · Busana · Cadelbosco di Sopra · Campagnola Emilia · Campegine · Canossa · Carpineti · Casalgrande · Casina · Castellarano · Castelnovo di Sotto · Castelnovo ne' Monti · Cavriago · Collagna · Correggio · Fabbrico · Gattatico · Gualtieri · Guastalla · Ligonchio · Luzzara · Montecchio Emilia · Novellara · Poviglio · Quattro Castella · Ramiseto · Reggio Emilia  · Reggiolo · Rio Saliceto · Rolo · Rubiera · San Martino in Rio · San Polo d'Enza · Sant'Ilario d'Enza · Scandiano · Toano · Ventasso · Vetto · Vezzano sul Crostolo · Viano · Villa Minozzo
- Gemeinsame Normdatei: 4359177-2
- Library of Congress Control Number: n80150448
- MusicBrainz: 7283bd14-24c8-4beb-94d3-e89362179d5c
- Nationale Bibliotheek van Tsjechië: ge901579
- Nationale Bibliotheek van Israël: 987007564208805171
- Virtual International Authority File: 132049369

1. ↑  https://demo.istat.it/?l=it.